# 托尼·克里夫
托尼·克里夫（英語：Tony Cliff；1917年5月20日—2000年4月9日），本名伊加尔·格卢克斯坦（羅馬化：Yigael Glückstein），是一个托洛茨基主义理论家。他出生在奥斯曼帝国巴勒斯坦地区的一个犹太人家庭。1947年，移居英国。1950年代末，开始以笔名“托尼·克里夫”活动。1950年，克里夫建立“社会主义评论团体”，1962年改名为“国际社会主义者”，1977年又改名为社会主义工人党；克里夫是该党的实际领导人。

## 生平
1917年，伊加尔·格卢克斯坦出生于奥斯曼帝国耶路撒冷穆塔萨勒夫齐克伦雅各布（今属以色列），同年，第一次世界大战期间，英国从奥斯曼帝国手中夺取该地区控制权 。他是波兰犹太移民Akiva和Esther Glückstein的四个孩子之一，他们是在第二波犹太移民潮中来到巴勒斯坦的。 他的父亲是一名工程师和承包商。 他有两个兄弟和一个妹妹。他的兄弟Chaim后来成为著名记者，戏剧评论家和翻译家。 他姐姐亚历山德拉的儿子是以色列平面设计师David Tartakover。 他在英国统治的巴勒斯坦管地长大；著名犹太复国主义者和未来的以色列总理摩西·夏里特是他家族的朋友，也是他家的常客。 他有两个有名的舅舅：著名的医生Hillel Yaffe，和农艺师、犹太复国主义活动家Haim Margaliot-Kalvarisky。 他的钢琴老师是以色列第一任总统哈伊姆·魏茨曼的姐姐，父亲的商业伙伴是魏茨曼的兄弟之一。 
13岁时他改名以迦（Yg'al），因为Yigael这个名字来自一个杀害了很多阿拉伯人的复国主义者。Yg'al这个名字来自于民數記当中，其中一名不主张定居迦南的，摩西派出的探子。
他在耶路撒冷上学，然后在海法的以色列理工学院学习，然后辍学并在耶路撒冷希伯来大学学习经济学。他年轻的时候开始认同共产主义，尽管他从未加入过巴勒斯坦共产党，因为他在成为社会主义活动家之前没有遇见任何党员。然而，他加入过社会主义-犹太复国主义青年运动青年衛士，但是很快在1933年成为托洛茨基主义者，同时还坚决反对犹太复国主义。与其他青年衛士成员一起，他加入了非法的巴勒斯坦革命共产主义联盟。
随着第二次世界大战的开始，Glückstein积极反对动员犹太人参加英国的战争，将这场战争视为帝国主义之间的战争。他被英国人逮捕并在战争期间被监禁。获释后，他与来自南非的犹太移民Chanie Rosenberg结婚，并于1945年一起搬到特拉维夫。他们于1947年移居英国，但克里夫始终无法成为英国公民，并在余生中一直是无国籍人士。他讲的英语带有明显的以色列口音。后来，他被英国当局驱逐出境，并在爱尔兰共和国生活了数年。在此期间，他活跃于都柏林的左翼圈子，结识Owen Sheehy-Skeffington与他的妻子Andrée。 因为他的妻子Chanie有英国公民身份，他才被允许在英国居住。在伦敦期间，他成为革命共产党的活跃分子，并被选为该党的领导人。在大多数时候，他支持乔克·哈斯顿的领导，因此，他参与了党内有关受俄罗斯与共产党领导的各国的性质的辩论。这场辩论与英国国有工业有关，也与哈斯顿和革命共产党对第四国际领导层对于东欧与南斯拉夫的立场日益强烈的批评有关。
随着革命共产党的解体，Glückstein的支持者们加入格里·希利组建的The Club。但是Glückstein自己被驱逐到爱尔兰，所以没有加入。1950年，他帮助创办了“社会主义评论团体”及同名期刊《社会主义评论》。这本杂志是格卢克斯坦在1950年代撰写的主要出版物，后来在1960年逐渐由《国际社会主义》取代，最终于1962年停刊。
等到他获得了英国的永久居留权，他在The Club的支持者们已经被驱逐出该组织，因为他们在伯明翰工会委员会上就朝鲜战争有不同的立场。Glückstein派拒绝表态支持战争中任何一方。
由于他在英国缺乏居留权以及他早期流亡爱尔兰的经验，Glückstein使用Roger或Roger Tennant这个化名。 1959年，他第一次使用“托尼·克里夫”这个笔名可能是在关于罗莎·卢森堡的第一版小册子。1960年代，克里夫在《国际社会主义》中恢复使用他早期的许多笔名，例如署名Roger、Roger Tennant、Sakhry、Lee Rock和托尼·克里夫发表期刊评论，但没有任何文章署名Yigael或Yg'al Glückstein。
1962年，社会主义评论团体改名为“国际社会主义者”。从1960年的不到100名成员发展到1977年声称拥有3000名左右成员，此时它更名为社会主义工人党。克里夫一直是该党领导成员直到去世。他是社会主义工人党为应对工人阶级地位变化而进行的各种重新定位的核心决策者。特别是在七十年代初罢工活动高潮结束后的1970年代后期，他主张工人阶级运动正在进入“低迷”，因此应该从根本上改变党的活动方式。随后党内进行了激烈的辩论，克里夫的一方最终获胜。长期支持美国国际社会主义组织的托洛茨基主义作家Samuel Farber认为，克里夫在这一时期建立的党内制度“让人联想到季诺维也夫在二十年代中期在苏联建立的制度”。这导致了后来党内的各种危机和分裂。 
正如他本人所说，克里夫的经历与他所领导的团体的历史密不可分。
在他去世前不久，他的心脏接受了一次大手术。 

## 意识形态
克里夫是托洛茨基主义传统中的革命社会主义者，他试图使列宁的政党理论在今天继续生效。他的大部分理论著作都是针对当时党的直接任务。
在当时，许多托派团体的共识是，斯大林主义政党主导的国家——其特点是计划和国有经济——应该被视为“堕落工人国家”（苏联）或“畸形工人国家”（其他斯大林主义国家，包括东欧的大部分地区）。在许多方面，克里夫是这一观点的主要反对者。尽管一些反对他的人试图把他的国家资本主义论与其他观点联系起来：例如，美国工人党的“官僚集体主义”论。然而，克里夫本人坚持认为，他的想法与马克斯·沙赫特曼或布鲁诺·里齐等人的思想没有任何关系，并在《官僚集体主义论批判》中明确了这一点。
尽管如此，在1950年代，他的团体传播了沙赫特曼派出版的文献和“永久武装经济”论，该理论被认为是后来国际社会主义倾向的思想根基之一，起源于沙赫特曼派。雖然也有人声称克里夫拒绝公开承认这一点。

## 个人生活
克里夫几乎没有时间进行任何无关政治的活动（除了照顾家人）。他不喝酒也不抽烟，也不怎么社交。他的妻子Chanie Rosenberg先后是社会主义评论小组、国际社会主义者和社会主义工人党的活跃成员，她在其中活跃多年。除了为组织的出版物撰写许多关于社会问题的文章外，退休以前她还活跃于英国全国教师工会。此外，他四个孩子中的三个加入了社会主义工人党。他与儿子Donny Gluckstein合著了两本书。

## 著作
- 中东问题（1946）
- 斯大林主义俄罗斯的本质（1948）
- 斯大林在欧洲的卫星国（1952）
- 斯大林主义的俄罗斯：马克思主义分析（1955）
- 论永久军备经济（1957）[8]
- 改良主义的经济根源（1957）
- 罗莎卢森堡研究（1959）
- 托洛茨基论替代主义（1960）[8]
- 背离的不断革命论（1963）[8]
- 收入政策、立法和商店管理员（与Colin Barker合著）（1966）
- 法国：斗争在继续（与Ian Birchall合著）（1968）
- 雇主的攻势、生产力交易以及如何与之抗争（1970）
- 危机：社会契约或社会主义（1975）
- 列宁传卷1：建党（1975）
- 十字路口的葡萄牙（1975）
- 列宁传卷2：全部权力归苏联（1976）
- 列宁传卷3：革命围城（1978）
- 列宁传卷4：布尔什维克与世界共产主义（1979）
- 阶级斗争与妇女解放，1640 年至今（1984）
- 马克思主义与工会斗争，1926年总罢工（与Donny Gluckstein合着）（1986）
- 工党，马克思主义历史（与Donny Gluckstein合着）（1986）
- 托洛茨基传卷1: 1879-1917年十月革命 (1989)
- 托洛茨基传卷2：革命之剑 1917-1923 (1990)
- 托洛茨基传卷3：与崛起的斯大林官僚作斗争 1923-1927 (1991)
- 托洛茨基传卷4：夜越黑，星越亮 1927-1940 (1993)
- 托洛茨基之后的托洛茨基主义，国际社会主义者的起源（1999）
- 赢得全世界：革命者的一生（2000）
- 千禧年的马克思主义（2000）

## 关联条目
- 官僚集体主义
- 新阶级
- 不断革命论中背离的不断革命的思想
- 国家资本主义